# Unterbilanz
Als Unterbilanz wird in der Bilanzierung und der Wirtschaft eine Bilanz bezeichnet, bei der das Reinvermögen geringer ist als das Eigenkapital.

## Allgemeines
Bei der Unterbilanz ist die Bilanzsumme der Aktivseite kleiner als die der Passivseite. Formal liegt eine Unterbilanz {\displaystyle UB} mithin vor, wenn die Aktivseite {\displaystyle A} eine geringere Bilanzsumme aufweist als die Passivseite {\displaystyle P}:	
{\displaystyle UB=A<P}.
Der Normalfall ist vorhanden, wenn
{\displaystyle A=P}.
Diese Bilanzgleichung wird bei der Unterbilanz hergestellt, wenn auf der Aktivseite die Bilanzposition „Nicht durch Eigenkapital gedeckter Fehlbetrag“ hinzugefügt wird. Dies ist in § 268 Abs. 3 HGB vorgeschrieben: „Ist das Eigenkapital durch Verluste aufgebraucht und ergibt sich ein Überschuss der Passivposten über die Aktivposten, so ist dieser Betrag am Schluss der Bilanz auf der Aktivseite gesondert unter der Bezeichnung ‚Nicht durch Eigenkapital gedeckter Fehlbetrag‘ auszuweisen.“
Formal muss eine Bilanz mithin stets ausgeglichen sein.

## Betriebswirtschaftliche Grundlagen
Unterbilanzen werden in der Fachliteratur auch als „Verlustausgleichsbilanzen“ bezeichnet, weil eine Unterbilanz nur entstehen kann, wenn ein Verlust angefallen ist, der die Höhe des Eigenkapitals überschreitet. In diesem Fall wird auch vom „negativen (Eigen-)Kapital“ oder „Überschuldungsbilanz“ gesprochen. Da nur bei Kapitalgesellschaften das bilanzielle Eigenkapital die einzige Haftungsgrundlage für Gläubiger darstellt, ist für diese eine besondere Regelung vorgesehen.

## Deutschland
Für Aktiengesellschaften und die Kommanditgesellschaft auf Aktien gilt das Frühwarnsystem des § 92 Abs. 1 AktG, wonach bei Eintritt eines Verlustes in Höhe der Hälfte des Grundkapitals der Vorstand unverzüglich die Hauptversammlung einzuberufen muss und ihr dies anzuzeigen hat. Für die GmbH findet sich eine entsprechende Regelung in § 49 Abs. 3 GmbHG.
Bei der Aufstellung der Unterbilanz sind die handelsrechtlichen Ansatz-, Ausweis- und Bewertungsgrundsätze für den Jahresabschluss maßgeblich (§ 246 ff. HGB). Da Unterbilanzen ein sicheres Indiz für eine Unternehmenskrise darstellen, müssen Sanierungsmaßnahmen (Rekapitalisierung, Reorganisationsverfahren, Restrukturierung) ergriffen werden, die auf die Beseitigung der Überschuldung, Zahlungsunfähigkeit und damit letztlich der Unterbilanz abzielen. Eine Unterbilanz ist nicht gleichzusetzen mit der Überschuldung im Sinne des § 19 InsO, sondern liegt vor, wenn das Nettovermögen hinter dem Grund- oder Stammkapital zurückbleibt. Bei einer Unterbilanz besteht eine Ausschüttungssperre an die Gesellschafter (§ 57 AktG, §§ 30, § 31 GmbHG).

## International

### Schweiz
Allgemeines
In der Schweiz ist die Unterbilanz ein Merkmal der Sanierungsfähigkeit von Unternehmen. Unterbilanz ist ein Rechtsbegriff gemäß Art. 670 Abs. 1 OR, wenn Hälfte des Aktienkapitals und der gesetzlichen Reserven infolge eines Bilanzverlustes nicht mehr gedeckt sind. Als Unterbilanz wird in der Schweiz eine Bilanz bezeichnet, die einen Bilanzverlust ausweist. Der Bilanzverlust vermindert das Eigenkapital, so dass das Grund- oder Stammkapital und die vorgeschriebenen Reserven nicht mehr vollständig durch die Aktiva (Vermögenswerte) nach Abzug der Verbindlichkeiten gedeckt sind.
Die drei Arten von Unterbilanzen gemäß Schweizerischem Obligationenrecht (OR)
- Unterbilanz ohne gesetzliche Folgen

Das Vermögen deckt das ganze Fremdkapital und mindestens die Hälfte des Grundkapitals und der gesetzlichen Reserven.
- Unterbilanz (ohne Überschuldung) mit gesetzlichen Folgen (Art. 725 Abs. 1 OR)

Das Vermögen deckt das gesamte Fremdkapital, jedoch weniger als die Hälfte des Grundkapitals und der gesetzlichen Reserven, was eine qualifizierte Form einer Unterbilanz darstellt (sogenannter Kapitalverlust).
- Unterbilanz mit Überschuldung und gesetzlichen Folgen (Art. 725 Abs. 2 OR)

Das Vermögen deckt das Fremdkapital nicht mehr vollständig. Damit liegt eine Überschuldung vor.
Gesetzliche Folgen bei der Aktiengesellschaft (Art. 725 f. OR)
- Bei einem Kapitalverlust

Zeigt die letzte Jahresbilanz, dass die Hälfte des Aktienkapitals und der gesetzlichen Reserven nicht mehr gedeckt ist, so muss der Verwaltungsrat unverzüglich eine Generalversammlung einberufen und dabei Sanierungsmaßnahmen beantragen.
- Bei einer Überschuldung

Wenn die begründete Besorgnis einer Überschuldung besteht, muss eine Zwischenbilanz erstellt und diese einem zugelassenen Revisor zur Prüfung vorgelegt werden. Zeigt die Zwischenbilanz, dass die Forderungen der Gesellschaftsgläubiger weder zu Fortführungs- noch zu Veräusserungswerten gedeckt sind, so hat der Verwaltungsrat den Richter zu benachrichtigen und die Bilanz zu deponieren, womit das Konkursverfahren eingeleitet wird. Der Richter kann gemäß Art. 725a OR auf Antrag des Verwaltungsrats oder eines Gläubigers den Konkurs aufschieben, falls Aussicht auf Sanierung besteht. In diesem Falle trifft er Maßnahmen zur Erhaltung des Vermögens.
Gesetzliche Folgen bei der GmbH (Art. 820 OR)
Das OR verweist auf die Bestimmungen des Aktienrechts (vgl. Art. 725 f. OR). Die Pflicht des Verwaltungsrats obliegt in der GmbH den Geschäftsführern.

### Österreich
In Österreich ist Überschuldung nicht schon dann anzunehmen, wenn zwar die bilanzierten Werte eine „rechnerische“ Unterbilanz ergeben, aber diese Unterbilanz doch durch den Ertragswert, das ist also durch eine geschützte zukünftige positive Entwicklung, ausgeglichen werden kann. Der Überschuldungstatbestand ist nach diesem Urteil auf jene Fälle zu reduzieren, in denen die Lebensfähigkeit des Unternehmens unter Berücksichtigung auf eingeleitete Sanierungsmaßnahmen nicht hinreichend, das heißt mit überwiegender Wahrscheinlichkeit, gesichert ist, eine rechnerische Unterbilanz daher nicht durch eine geschätzte zukünftige positive Entwicklung ausgeglichen werden kann.

## Wirtschaftliche Aspekte
Von einer Unterbilanz spricht man, wenn das Reinvermögen in der Bilanz den Eigenkapitalbetrag nicht mehr erreicht. Ein Unternehmen mit Unterbilanz weist ein hohes Insolvenzrisiko auf. Da das Eigenkapital durch Verluste ganz oder teilweise aufgebraucht ist, liegt auch eine Unterkapitalisierung vor. Der Jahresfehlbetrag selbst darf nicht mit einer Unterbilanz gleichgesetzt werden, denn er ist lediglich das (negative) Ergebnis der Gewinn- und Verlustrechnung eines Geschäftsjahres. Erst wenn der (kumulierte) Jahresfehlbetrag das Eigenkapital überschreitet, kann von Unterbilanz gesprochen werden.

## Sonstiges
Als Unterbilanzen werden in der Volkswirtschaftslehre auch die in die Zahlungsbilanz einfließenden Teilbilanzen Handelsbilanz, Leistungsbilanz, Vermögensänderungsbilanz oder  Kapitalbilanz bezeichnet.